# Argišti I.
Argišti I. (arménsky: Արգիշտի Ա) byl šestý jménem známý král říše Urartu. Vládl v letech 786 až 764 př. n. l. Je znám především tím, že v roce 782 př. n. l. založil pevnost Erebuni, a tedy současné hlavní město Arménie Jerevan. Založil též pevnost Argištichinili, základ pozdějšího města Armavir, prvního hlavního města Arménského království. Pokračoval v sérii výbojů zahájených svým otcem Menuou, zřejmě vedl vojenskou kampaň každý rok své vlády. Za jeho vlády dosáhla říše největšího územního rozmachu. Svedl mnoho konfliktů zvláště s asyrským králem Salmanassarem IV. Dobyl severní část Sýrie a učinil z Urartu nejmocnější stát v postchetitské Malé Asii. Také rozšířil své království na sever k jezeru Sevan, dobyl velkou část Diaochie a údolí Ararat. Po povstání obyvatel nově dobytých oblastí je Argišti deportoval a znovu osídlil oblast poddanými z jiných částí své říše. Jeho nástupcem se stal jeho syn Sarduri II.